# 马努克岛
马努克岛（Manuk）是印度尼西亚马鲁古省中马鲁古县的一个火山岛，地理上属西南群岛，最高海拔282米，是班达弧最东端的火山岛。历史上没有确切的火山爆发记录。
1. ↑  .   [2017-04-11]. （原始内容存档于2016-03-04）. （页面存档备份，存于）
2. 1 2  . Global Volcanism Program. Smithsonian Institution.   [2006-12-29]. （原始内容存档于2013-02-18）. （页面存档备份，存于）